# Friedrich Koncilia
Friedrich Koncilia (sinh ngày 25 tháng 2 năm 1948) là một cầu thủ bóng đá người Áo.

## Đội tuyển bóng đá quốc gia Áo
Friedrich Koncilia thi đấu cho đội tuyển bóng đá quốc gia Áo từ năm 198-198.

## Thống kê sự nghiệp
| Đội tuyển bóng đá Áo | Đội tuyển bóng đá Áo | Đội tuyển bóng đá Áo |
| Năm                  | Trận                 | Bàn                  |
| -------------------- | -------------------- | -------------------- |
| 1970                 | 3                    | 0                    |
| 1971                 | 0                    | 0                    |
| 1972                 | 1                    | 0                    |
| 1973                 | 5                    | 0                    |
| 1974                 | 1                    | 0                    |
| 1975                 | 7                    | 0                    |
| 1976                 | 8                    | 0                    |
| 1977                 | 8                    | 0                    |
| 1978                 | 11                   | 0                    |
| 1979                 | 8                    | 0                    |
| 1980                 | 4                    | 0                    |
| 1981                 | 3                    | 0                    |
| 1982                 | 9                    | 0                    |
| 1983                 | 6                    | 0                    |
| 1984                 | 7                    | 0                    |
| 1985                 | 4                    | 0                    |
| Tổng cộng            | 85                   | 0                    |